# 1954年國際足協世界盃決賽
1954年國際足協世界盃決賽又称伯尔尼奇迹（德語：Wunder von Bern），是指西德國家足球隊在1954年國際足協世界盃上战胜广受追捧的匈牙利国家足球队而赢得世界冠军的事件。该比赛于1954年7月4日在瑞士伯尔尼的万克多夫体育场举行，在超过 60,000 名现场观众的见证下，西德队以 3–2 获胜。时任西德队队长的弗里茨·瓦尔特和主教练塞普·赫尔贝格也因此被冠以“伯尔尼英雄（Helden von Bern）”的头衔而被载入德国体育史册。
这个胜利引发了德国的巨大振奋。它给在第二次世界大战结束 9 年后仍然处于贫困和颓败状态的所有德国民众带来希望。作为西德创造经济奇迹的开端，人们甚至会把这场胜利称作“联邦德国的真正诞生时刻”。但同时，西德队也因兴奋剂问题受到质疑。

## 晋级之路

### 西德
西德需要在第一轮分组赛遭遇土耳其及匈牙利。在对阵土耳其的首场比赛中，塞普·赫尔贝格率领的球队以4比1安全过关。至第二场对阵当时公认的世界最佳球队匈牙利时，赫尔贝格设置了一个巧妙的战术。由于相互对战的净胜球是毫无意义的，他在这场比赛中雪藏了战胜土耳其的比赛时的主力球员，仅以替补阵容出赛。结果，西德也相应的以3比8的高比分惨败。这在当时遭致了德国本土民众的尖锐批评，其矛头主要指向主教练赫尔贝格，甚至有要求他自杀的呼声。然而，事实证明这位经验丰富的主教练战术是成功的，因为在第二次对阵土耳其的晋级附加赛中，得到了休息的主力阵容再以7比2获胜，从而得以在四分之一决赛面对南斯拉夫。西德在随后的这场比赛中同样获得了胜利，尽管2比0的比分有些差强人意。此时，它们必须在半决赛中与奥地利争夺决赛权。但由于奥地利此前在洛桑40度的高温下以7比5艰难战胜瑞士的比赛时损耗严重，因此在这场西德以6比1轻松获胜的半决赛并未成为队长弗里茨·瓦尔特及其球队的真正试金石。尽管如此，西德队还是进入了决赛，这带给了足球一个惊喜，因为他们在这届赛事中从未被看好。

### 匈牙利
匈牙利在分组赛中的经历较西德更为轻松。在首场对阵世界杯新军韩国的比赛中，主教练塞贝斯·古斯塔夫率领的团队以9比0轻松获胜。即便在第二场面对保存实力的德国队，匈牙利人也没有停止进攻，他们以8比3获胜。直至四分之一决赛，匈牙利才迎来了首个强劲的对手巴西。然而他们最终以4比2过关。对阵巴西的四分之一决赛如今通常被称作“伯尔尼之战”，因为比赛过程共有3名球员被红牌罚出（2名巴西球员、1名匈牙利球员），并且赛后双方在更衣室内还爆发了进一步的斗殴。马扎尔人其后在面对卫冕冠军乌拉圭的半决赛中复制了相同的比分，然而这一次是拖入了加时赛才战胜对手。因此，匈牙利顺利进入了决赛，他们在决赛的对手是自己曾在分组赛中以8比3战胜的西德队。

## 决赛对手

### 西德

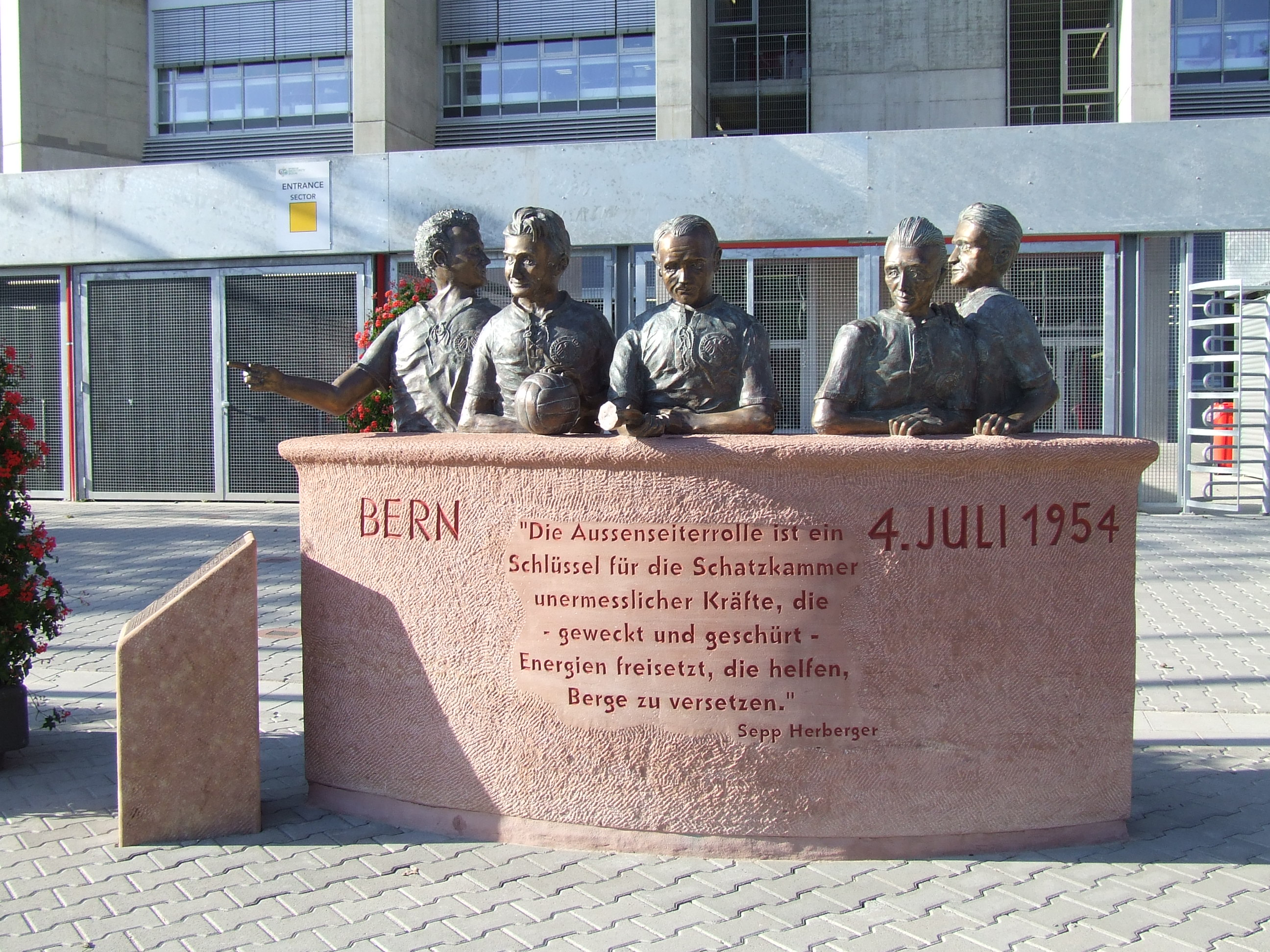
5位来自凯泽斯劳滕的伯尔尼英雄被制成铜像展示于弗里茨·瓦尔特体育场。左起为：利布里希、F·瓦尔特、科尔迈耶、埃克尔、O·瓦尔特

第二次世界大战结束后，德国足球也承受了德国战败的不利影响。其中德国足协被迫解散，国家队也遭到了其它各国的抵制。直至1950年，瑞士为之提供了睦邻友好协助，并来到斯图加特的内卡体育场与西德队进行其在战后的首场国际比赛。而在此前的巴西世界杯中，没有一支德国代表队（包括东德、西德、萨尔等）能够入围决赛圈，而塞普·赫尔贝格的球队（西德）更是被拒绝参赛。在这场于斯图加特举行的友谊赛中，共有约10,000名观众涌入现场观战，西德队也凭借赫尔伯特·布尔登斯基射入的一记点球而以1比0战胜瑞士。半年后，瑞士再于苏黎世设擂，其中西德队以3比2获胜。1952年11月9日，西德于奥格斯堡再以5比1战胜瑞士。这场比赛也被认为是1954年世界冠军队的诞生时刻，因为在这里的8名球员其后都成为了“伯尔尼英雄”的成员。而就在数周之前，西德队曾前往巴黎参加与法国队的一场国际比赛。在以1比3落败和并不令人满意的表现后，他们备受德国媒体的批评。随后，弗里茨·瓦尔特宣布从国家队退役，他认为自己年届31岁，已经速度太慢并且没有更多的欲望了。然而赫尔贝格还是设法在接下来于奥格斯堡的比赛中重新召入这位受伤的队长。不久后，他们参加了1954年世界杯足球赛预选赛，并成功突围。西德队在1954年世界杯足球赛决赛圈之前的最后一场国际比赛是在1954年4月25日对阵瑞士。赫尔贝格原则上倾向于使用3-2-5阵型，这与匈牙利类似。

### 匈牙利
西德队在决赛中的对手是当时被视为世界最佳球队的匈牙利队。在伯尔尼的决赛之前，匈牙利在普斯卡什·费伦茨、科奇什·桑多尔和希代格库蒂·南多尔等明星球员的率领下，已经连续32场比赛保持不败。这项纪录始于1950年6月4日，当时他们在华沙以5比2击败波兰。在接下来的比赛他们又以12比0横扫阿尔巴尼亚，并为此赢得了“魔法马尔扎人（Magischen Magyaren）”的绰号。强大的匈牙利队所参加的第一项重大赛事是于赫尔辛基举办的1952年夏季奥林匹克运动会。在那里他们先后战胜了罗马尼亚（2比1）、两届世界杯冠军意大利（3比0）、土耳其（7比1）、瑞典（6比0）和南斯拉夫（2比0），并夺得了奥运会足球项目金牌。匈牙利队赢得的下一项锦标是在1953年获得了自1948年起开打的中欧国际足球锦标赛冠军。作为欧洲足球锦标赛的前身，意大利、奥地利、瑞士和捷克斯洛伐克都参加了这项赛事。决定性的最后一场比赛是1953年5月17日，匈牙利在罗马的60,000观众面前以3比0战胜意大利。同时普斯卡什也以10个入球荣膺赛事最佳射手。
1953年11月25日，当时的匈牙利队在一场引起轰动的比赛过后而被后世称为“黄金十一人”，——队长普斯卡什率领团队在伦敦的足球圣地温布利球场对阵现代足球的鼻祖英格兰队。英国人此前还从未在主场球迷面前输给过来自欧洲大陆的球队，但随之而来的却是匈牙利足球艺术的表演。马扎尔人以6比3的比分征服了英格兰人。此时看台上也坐着一位德国人，他正研究如何能够击败匈牙利队。塞普·赫尔贝格在他著名的笔记本中标记到，匈牙利有着了不起的进攻，但他们还是被英格兰射入3球。这意味着他们存在防守方面的弱点。在温布利的胜利后，全英格兰人都在期待復仇。他们不想坐等被羞辱，遂于1954年5月前往布达佩斯，却再以1比7败下阵来。这也是匈牙利在瑞士世界杯之前的最后一场比赛。匈牙利通常使用3-2-5阵型，即有5名影子前锋，并可随时在防守出现问题后及时补防。但它们也可以使用4-2-4阵型，即使用4名前锋，这已经在对阵英格兰的比赛中展现出来。

## 賽事

### 詳細
| 1954年7月4日 17:00 （CET） |

| 西德                         | 3–2  | 匈牙利                  |
| ---------------------------- | ---- | ----------------------- |
| 摩尔洛克 10' · 拉恩 18', 84' | 報告 | 普斯卡什 6' · 齐博尔 8' |

| 伯爾尼，雲克多夫體育場 觀眾人數：64,000 ：威廉·林格 (英格蘭) |

| 西德 | 匈牙利 |

|               |    |                 |  |
|               |    |                 |  |
| GK            | 1  | 托尼·图雷克     |  |
| RB            | 7  | 约瑟夫·波西帕尔 |  |
| CB            | 10 | 维尔纳·利布里希 |  |
| LB            | 3  | 维尔纳·科尔迈尔 |  |
| HB            | 6  | 霍斯特·埃克尔   |  |
| HB            | 8  | 卡尔·马伊       |  |
| IR            | 13 | 马克斯·莫洛克   |  |
| IL            | 16 | 弗里茨·瓦尔特   |  |
| OR            | 12 | 赫尔穆特·拉恩   |  |
| CF            | 15 | 奥特马尔·瓦尔特 |  |
| OL            | 20 | 漢斯·舒希化     |  |
| 主教练        |    |                 |  |
| 塞普·赫尔贝格 |    |                 |  |

|                 |    |                   |  |
|                 |    |                   |  |
| GK              | 1  | 格罗希奇·久洛     |  |
| RB              | 2  | 布赞斯基·耶诺     |  |
| CB              | 3  | 洛兰特·汝拉       |  |
| LB              | 4  | 隆托什·米哈伊     |  |
| HB              | 5  | 博日克·约瑟夫     |  |
| HB              | 6  | 佐考里亚什·约瑟夫 |  |
| RW              | 11 | 齐博尔·佐尔坦     |  |
| AM              | 9  | 希代格库蒂·南多尔 |  |
| LW              | 20 | 托特·米哈伊       |  |
| CF              | 8  | 科奇什·尚多尔     |  |
| CF              | 10 | 普斯卡什·费伦茨   |  |
| 主教练：        |    |                   |  |
| 塞贝斯·古斯塔夫 |    |                   |  |

| 助理裁判員： Vincenzo Orlandini (意大利) Sandy Griffiths (威爾斯) | 比賽規則 - 90 分鐘。 - 賽和則需要進行 30 分鐘加時賽。 - 假如仍然賽和則需要重賽。 - 不設換人。 |

### 上半场

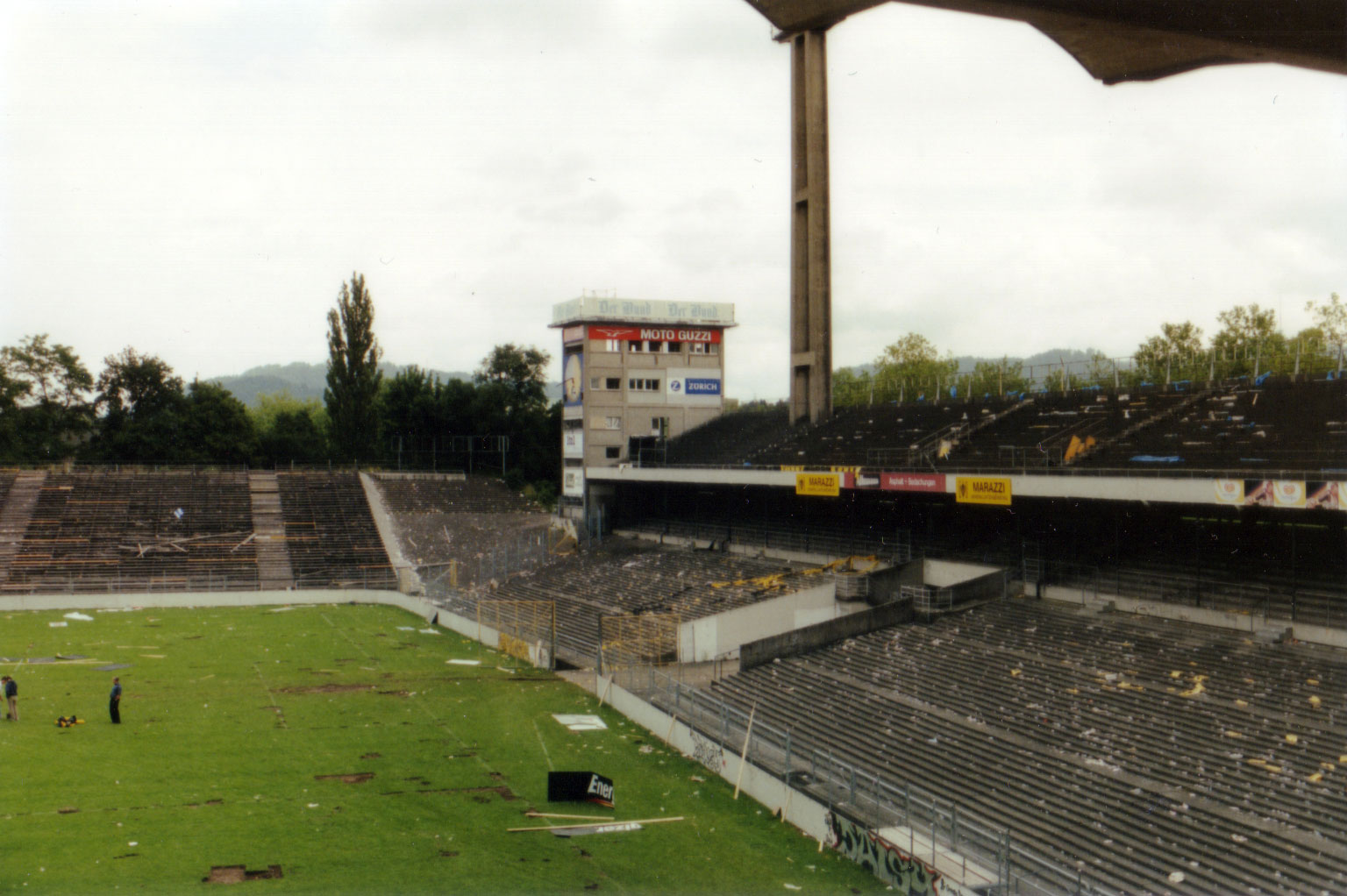
万克多夫体育场已于2001年被拆除

在双方队长弗里茨·瓦尔特（西德）和普斯卡什·费伦茨（匈牙利）交换了两个足球协会的队旗后，比赛于伯尔尼当地时间17时正式开场。“德国进入世界杯决赛—这是一个巨大的轰动—这是一个真正的足球奇迹”，北德广播电台记者赫尔伯特·齐默曼是这样评价这场比赛。随后，数以千计感兴趣的德国球迷打开了收音机，收听由他进行的播报。开赛仅6分钟，匈牙利便由普斯卡什率先射入1球，他突破了由维尔纳·利布里希把守的防线。仅仅两分钟后，齐博尔·佐尔坦又利用维尔纳·科尔迈尔的回传失误将比分改写为2比0。齐默曼报以短语“我们所担心的事情，终于发生了”。
西德队相互鼓励并重新进入了比赛状态。第11分钟，马克斯·莫洛克在与赫尔穆特·拉恩进行了一次极为简练的配合后将球射入，比分被改写为1比2。“感谢上帝！它仅仅是2比1，并且这应该给予我们勇气”，齐默曼说。不久后，匈牙利继续压上进攻，但齐波尔接连错过了两次得分机会。至第18分钟，拉恩在一个角落里转身接弗里茨·瓦尔特的传球凌空抽射，将比分扳为2比2平。匈牙利人很快便觉醒，并使西德队越来越处于守势。第36分钟，科奇什·尚多尔在禁区内遭到利布里希的骚扰而倒地，但主裁判威廉·林格并未判罚点球。6分钟后，汉斯·的射门被格罗希奇·久洛封堵发生变向，但拉恩的跟上补射也遭到了布赞斯基·耶诺的拦截。至半场结束前不久，场上的局势已经发生扭转，匈牙利人的防线频繁遭到舍费尔、拉恩和瓦尔特的两翼攻击。最终，林格鸣哨结束了上半场的争夺。在半场休息时，塞普·赫尔贝格告诉球员：
|  | 男人们，你们至今为止的表现是伟大的。我希望你们在下半场也不要让出半寸的空间。 |

### 下半场

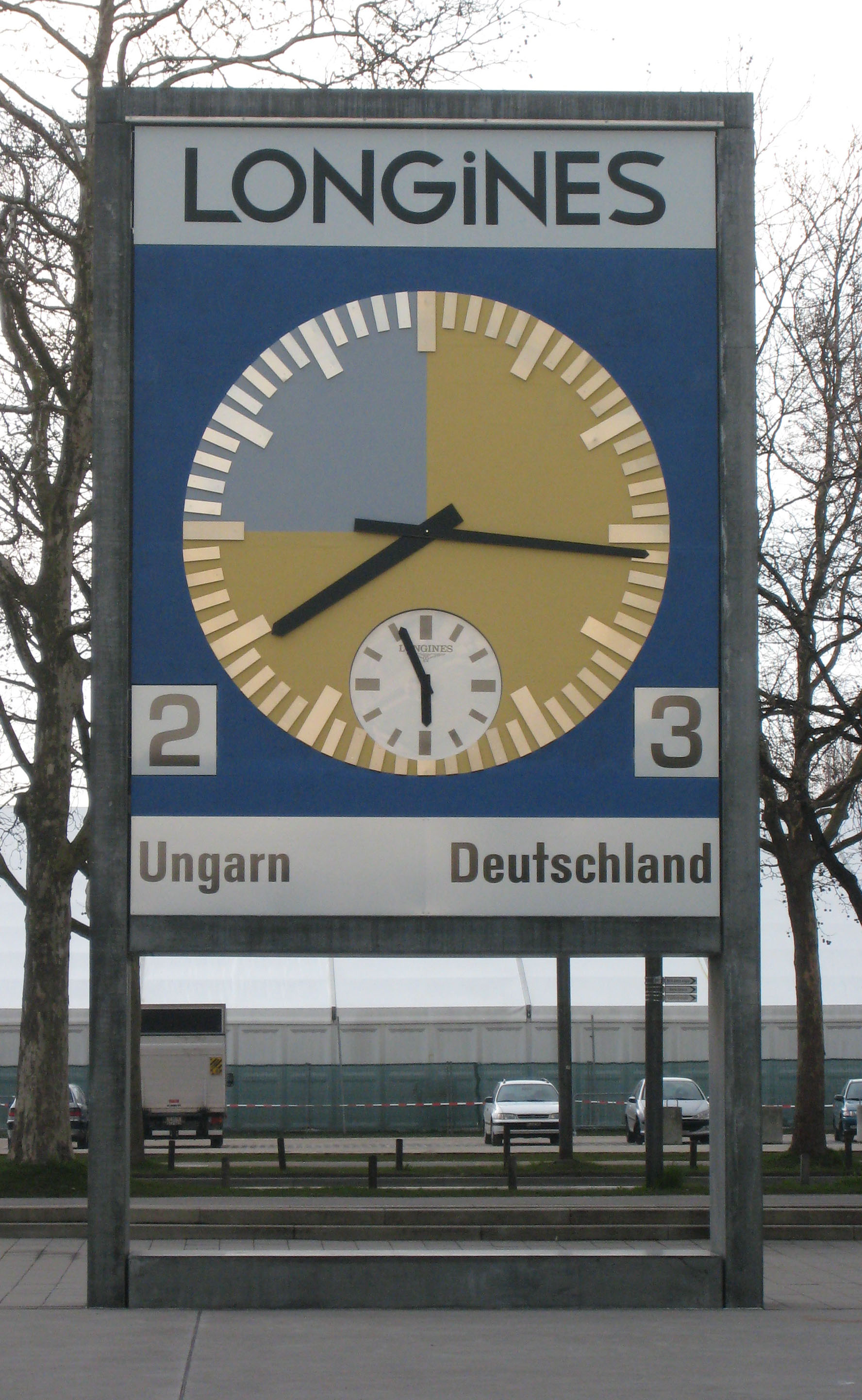
伯尔尼奇迹的比赛时钟已被还原，并竖立在新建的瑞士首都球场前

第46分钟，齐波尔的射门击中利布里希发生变向，足球被西德队门将托尼·图雷克没收。一分钟后，普斯卡什在门前8米处面对图雷克施射，但稍稍偏出。第51分钟，科奇什在边路传中，利布里希抢在普斯卡什之前将球解围；而齐波尔的再一次边路传中也被科尔迈耶清出禁区。仅仅4分钟后，约瑟夫·波西帕尔完成了第一次拦截，然后科尔迈耶在西德的球门线上救险。第59分钟，科奇什在争顶中获胜，但他的头球射门却被横梁拒之门外。
久攻不下后的匈牙利开始了更多的尝试，例如普斯卡什在第67分钟杂耍般的过掉科尔迈耶后，一脚射门被图雷克用脚挡出。在随后的时间里，西德队直到第74分钟才由拉恩再次获得一个得分机会。为了阻挡进球，匈牙利门将格罗希奇作出了一次极为关键的扑救。而在匈牙利随后发动的快攻中，图雷克也在单独面对齐波尔时将球清出。为此，齐默曼形容说：“托尼，托尼，你有金子般的价值。你作为金子的重量至少要高于雷米特杯”。
在比赛的最后阶段，西德队的防线越来越稳固，并获得了更多的机会。在第84分钟，突破点终于出现。匈牙利球员博日克·约瑟夫的带球奔袭被德国左翼沙费尔断下，后者从边路将球传入匈牙利禁区。匈牙利后卫解围无力，使球来到了拉恩脚下。拉恩佯装传球给禁区内的奥特马尔·瓦尔特，从而在顺利骗倒了2名匈牙利后卫后将球射入球门左下角，西德队将比分反超为3比2。
领先后的德国人还获得过一次得分机会，但射门被格罗希奇没收。随后，西德队再次陷入困境。第86分钟，匈牙利人攻入西德队禁区，普斯卡什将球射入球网，但巡边员桑迪·格里菲夫斯示意越位在先。因此德国听众对于这一事件得到了这样的体验：
|  | 德国队在比赛结束前以三比二领先。你会觉得我疯了，你会觉得我发狂了。我相信，外行的球迷也应该有一颗随着我们球队和我们自己欢欣鼓舞的心脏，并且应该竖起拇指。在万克多夫体育场竖起4分半钟的拇指。在拉恩的左脚射门后德国队以三比二领先，皮球低平的钻入球门左下角[…]三比二于匈牙利，于德国，我已经疯了，对不起！[…]而匈牙利，仿佛被毒蛛刺痛般，潘诺尼亚草原的子民们现在发动了第七次或第十二次攻势，科奇什边线传球，普斯卡什越位，射门，但没有，没有进球！没有进球！没有进球！普斯卡什越位。 |

随着法定时间即将结束，齐波尔突然出现在距离图雷克五米处施射，但被挡出。随后弗里茨·瓦尔特将球清出中圈附近的边线。匈牙利队很快将界外球掷出并落在博西克脚下，但主裁判林格已经鸣哨宣布比赛结束——西德队成为了世界冠军。此后不久，弗里茨·瓦尔特从儒勒·雷米手中接过象征世界杯冠军的雷米特杯。因此，他也成为最后一位能在世界杯奖杯和世界杯足球赛的创办者手中接过冠军奖杯的国家队队长，因为雷米在两年后逝世，享年82岁。

## 涉嫌兴奋剂
在比赛结束后的数日内，匈牙利队长普斯卡什·费伦茨便指控决赛对手注射了兴奋剂。相关的传闻在随后的几十年间广泛流传，但当事双方总是存在争议。
注射的其中一项证据是1954年世界冠军队的几名球员均有黄疸病症状。在1954年10月对整支球队的审查结果表明，几乎所有的球员都出现了程度不一的肝功能损害。理查德·赫尔曼于1962年因肝硬化去世，这是由他在伯尔尼取胜后身患的丙型肝炎所导致的。另外维尔纳·利布里希的死亡也可以被解释为未经治疗的黄疸病所导致。在德国足协于1954年11月对“共同生活的团队”所受的感染评估中否认了这项指控，并认为通过注射传播是“几乎不可能的”。这种情况在如今被普遍视为误诊。几乎可以肯定的是，球员是通过同一个注射批次造成了感染。因为当时仍然没有一次性注射器，给球员进行注射的可能是同一个针头。
2004年当局宣布，原万克多夫体育场的管理员曾在世界杯决赛结束后于球队区域的排水格栅上发现有空的玻璃安瓿瓶。通过这些空的玻璃安瓿瓶可以推断，德国队队医弗朗茨·卢根曾在决赛前直接给球员施以注射。因此，仍然在世的两位世界冠军队队员，奥特马·瓦尔特和霍斯特·埃克尔最终承认了这个事实。
根据球员和德国足协官员的说法，他们在当时注射的是一种维生素C溶液。然而在来自柏林的科学家于2010年进行的一项研究中，则给出了截然不同的结论。洪堡大学体育历史学家埃里克·艾格斯表示：“有证据表明，他们的注射器里不含维生素C的成份。那些可能是脱氧麻黄碱。”脱氧麻黄碱作为兴奋剂之一，曾因在第二次世界大战期间被大量生产并分发给士兵而广为人知。然而，许多人在战后仍然继续持有这一物品。但反兴奋剂规定在这个时候并不存在。当时的匈牙利队门将格罗希奇·尤拉在访问中也谈到了维生素C和葡萄糖。但与德国人不同的是，匈牙利球员主要通过片剂服用。

## 冠军巡游

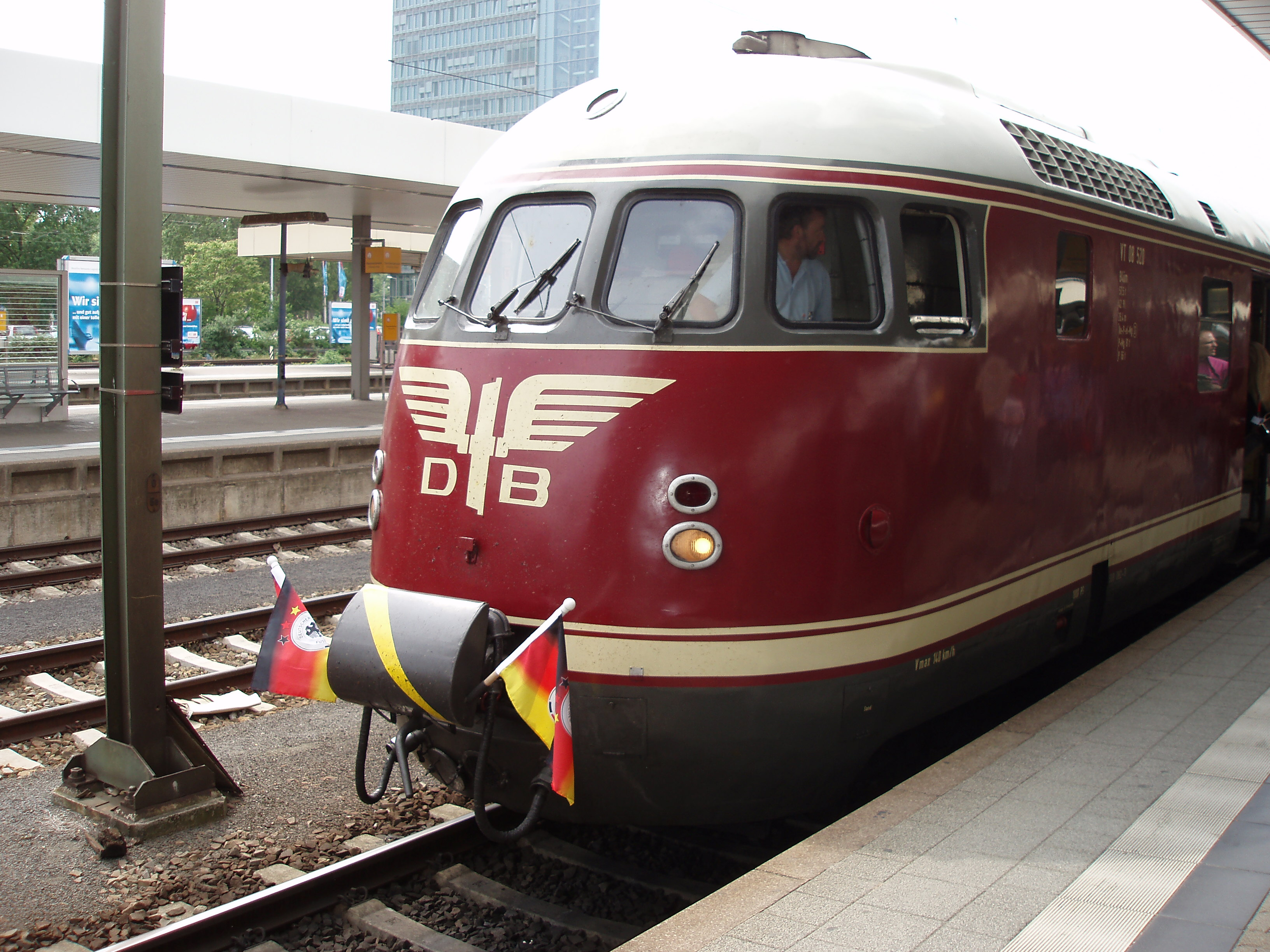
1954年的冠军专列

为了接送冠军球队返回德国，德国联邦铁路特意开行了一班以VT08型柴油动车组担当的专列。列车从瑞士施皮茨出发，那里是赫尔贝格团队在瑞士的驻地。当列车抵达慕尼黑后，有大量人群聚集在玛利亚广场欢庆。作家阿尔弗雷德·格奥尔格·弗赖在他整理的文献资料中对德国队的返程进行了纪录，此前的旅途过程中世界冠军成员们已在列车上进行了庆祝，而在巴伐利亚首府的进行的压轴庆典则吸引了超过10万名球迷参加。从慕尼黑开始，伯尔尼英雄们还陆续前往其它的西德大城市进行冠军巡游。街上随处可见前来对球队进行祝贺和赠礼的民众。
|                            | 疯狂的庆祝，冲破警察的壁垒，给球员的礼物成为经济奇迹的预示，铜管乐，由市长和州长准备好的演讲，但是无人会听。 |
| ——阿尔弗雷德·格奥尔格·弗赖 | |

## 历史影响

### 德国
1949年，德意志联邦共和国成立。然而这个国家的人民受到战后盟军占领的影响，仍然处于消沉和沮丧的情绪之中。至1950年代初，局势似乎有所改善。德国即将被其它国家重新接纳，同时也可以再次参加世界杯足球赛的竞争。
在世界杯意外夺冠后，德国兴起了一个集体主义的“我们情结（Wir-Gefühl）”。相比于其它获得的世界冠军，1954年这一届被称为“我们是世界冠军（Wir sind Weltmeister）”，而不是“德国是世界冠军（Deutschland ist Weltmeister）”。此外，在当时经常出现的一句话还有“我们回来了（Wir sind wieder wer）”。这是基于德国在第二次世界大战结束后看起来十分渺小。但由于此时已经赢得了世界杯，人们可以为自己身为德国人而感到自豪。政治学家阿图尔·海因里希（Arthur Heinrich）和历史学家约阿希姆·费斯特共同将伯尔尼奇迹形容为“联邦德国的真正诞生时刻”。
另外的重要一点是，伯尔尼奇迹对于联邦德国在二战后发展成一个强盛的国家发挥了重要作用。它造成了巨大的乐观主义结果，确保了联邦德国随之而来的经济奇迹，并成为决定性因素。赫尔贝格团队的主导理念也被当时的人们视为一种楷模。每个人根据勤勉、团队合作、纪律和服从的原则组成集体。这些理念对于经济奇迹是至关重要的。
|                        | 人们感觉到，将重新融入国际社会。人们感觉到，自己的努力将再次赢得尊重。 |
| ——格哈德·迈尔-福费尔德 |                                                                        |

### 匈牙利
由于国家队遭遇了四年半以来的首次失利，因此比赛结束后不久，在匈牙利便发生了大规模骚乱。球员们也受到共产主义政权的审讯折磨。一些乘坐德国制造的梅赛德斯汽车返国的球员还受到酷刑的威胁，他们被怀疑是收受了利益故意输球。
被德国队攻入制胜一球的门将格罗希奇·尤拉从未得到民众的完全原谅。他在决赛失利的一年后于布达佩斯被逮捕并遭到流放，连同他的亲属也同样失去了工作。但他此后仍然代表匈牙利队参加了两场比赛。其他球员也为失利承担了后果。因此原本利润丰厚的越境走私活动，在7月4日以前是得到当局默许的，但此后在客场比赛时也不再进行运作。普斯卡什·费伦茨在其后称，当他在决赛失利后返回布达佩斯时，人们都以一种奇怪的目光看着他，仿佛他得了一种疾病。普斯卡什、科奇什、希德库蒂和他们的队友此时已不再是匈牙利备受追捧的宠儿。
|                 | 中午时分，在距离布达佩斯仅几公里的地方时，我们被要求下车，并被带到一个训练营，然后一整天都不允许离开。至傍晚，最高领导人——拉科西·马加什，共产党总书记，还有内政部长和国防部长，以及匈牙利秘密警察的人都过来了。拉科西发表了讲话，声称排名第二也是一个伟大的成就，然后又补充道：“你们无需害怕，没有人会为比赛失利而受到处罚”。这个声音一直在我耳边萦绕。由于这种语速，我知道他的意思完全相反。我知道有一些不好的事情将要发生。我曾经常与国家安全局的人发生冲突，现在我感觉到自己十分危险了。我知道他们是针对我。我是对的。 |
| ——格罗希奇·尤拉 | |

伯尔尼的失利对于匈牙利足球而言，意味着所有获得世界冠军或捧起类似大型奖杯的愿望均告终结。黄金十一人在此后的两年仍然保持在一起，并继续书写他们的连胜纪录。但是，随着匈牙利的民主起义在1956年遭到共产党人的残酷镇压，以及布達佩斯捍衛者足球俱樂部的当家球星如普斯卡什、科奇什和齐波尔恰好逗留在奥地利维也纳，匈牙利国家足球队的一个伟大时代宣告结束。来自布达佩斯市辖区基斯佩斯特的俱乐部球员在得知匈牙利起义被镇压后，他们中的大部分都决定留在西班牙。科奇什和齐波尔追随他们的同胞库巴拉·拉希洛一同加盟巴塞罗那，而普斯卡什则已在此前加盟了皇家马德里。匈牙利足球的黄金一代就此分崩瓦解。

## 伯尔尼英雄

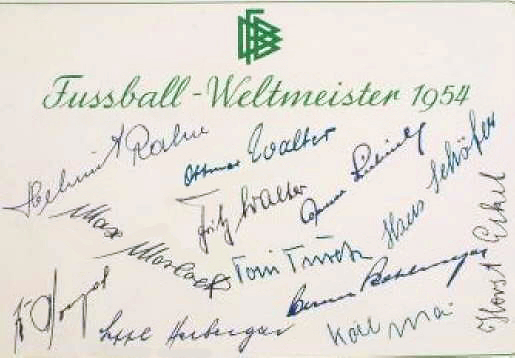
伯尔尼英雄的亲笔签名卡

伯尔尼的冠军球队自1954年7月4日起开始受到德国国内的追捧。尤其是队长弗里茨·瓦尔特、射入致胜一球的赫尔穆特·拉恩和主教练塞普·赫尔贝格更是树立了民族英雄的地位。
瓦尔特将他的国家队生涯一直延续至1958年，此后为一家公司担当宣传推广顾问，期间他还撰写了一些体育书籍，并在凯泽斯劳滕拥有一间自己的电影院。赫尔贝格则仍然率领国家队参加了其后的两届世界杯足球赛，之后便退出公众视线。然而，另一位对应英雄地位的赫尔穆特·拉恩的景况却并不佳。他沉迷于酒精，并最终因醉驾而被投入监狱。其后赫尔贝格将他重新召入国家队，因为前者需要拉恩在1958年的瑞典世界杯上力争卫冕。1954年世界冠军队的其他球员名声也并不是太好。最糟糕的例子是维尔纳·科尔迈耶。他像拉恩一样沉迷于酒精，但程度比“老大”更深，并为了满足他的酒瘾而挥霍掉了全部的财产。他流落街头，甚至不得不卖掉自己的世界杯金牌。科尔迈耶于1974年因长期饮酒过度而去世，此时他还不到50岁。这种命运也困扰着奥特马·瓦尔特，他甚至差点自杀。但是，由死亡边缘拉回来的奥特马在离开由凯泽斯劳滕市政府提供的一份工作后便长期失业。汉斯·沙费尔和霍斯特·埃克尔作为当时世界冠军队最年轻的球员，是伯尔尼英雄中至今仍然在世的两位。托尼·图雷克的情况也很艰难。继腰部以下瘫痪后，他又遭遇了心脏病和中风的困扰，使得昔日的“足球门神”最终在1984年离世。

## 传奇

### 施皮茨之魂
众所周知，德国国家队如今在参加世界杯足球赛时会预先选择一个好的酒店。而这一行为是起源于1954年。赫尔贝格团队的宿舍安置于图恩湖畔的施皮茨。由于那里被认为是球队在世界杯取得成功的决定性因素，它也因此被广泛称为“施皮茨之魂（Geist von Spiez）”。德国队当时的助理教练是赫尔伯特·辛格。辛格此前曾在伯尔尼年轻人体育俱乐部任教，并对瑞士有着很深的了解。同时，他还有亲戚在施皮茨拥有一间酒店。辛格便咨询其亲戚，能否让德国队入住丽城酒店（Hotel Belvedere）。经过一番犹豫，酒店的管理层终于同意。德国队遂于1954年5月下旬前往施皮茨。根据赫尔贝格的计划，球队需要找到一个免受外界骚扰的隔离地。其中媒体和球员的妻子或女友是被禁止进入球队驻地的。主教练的设想是球队只能作为一个集体共同进退。这个集体将在施皮茨的球队酒店诞生。该方案不仅对教练，同时也对集体主义精神的产生起到促进作用。此外它还能使赫尔贝格对每个球员进行单独面谈，以在心理上适应未来的挑战。赫尔贝格此时实际上是在创造一种“人人为我，我为人人（alle für einen – einer für alle）”的团队理念，因此球队能够以这种原始的理念构建，继而被视为最终赢得决赛的关键。

### 弗里茨·瓦尔特天气
弗里茨·瓦尔特是德国在1950年代最优秀的足球运动员。他是1954年冠军球队的队长，并曾代表德国参加过61场国际比赛及射入33球。然而，由于身患疟疾，他只能在阴雨天的比赛中发挥出全部的状态，这便是所谓的“弗里茨·瓦尔特天气（Fritz-Walter-Wetter）”。
与其他许多在1920年出生的德国人一样，弗里茨·瓦尔特也被应征入伍参加第二次世界大战。虽然赫尔贝格可以利用他的特权帮助球员远离战火，但国家队队员们还是未能从征兵中幸免，因此瓦尔特只能首先在法国成为一名步兵。战争结束后，他成为了苏联人的战俘。在那里他患上了疟疾，这种疾病的特点是高烧，并且通常发生于战争刚刚结束的战俘营之中。疟疾导致他只能在阴雨的弗里茨·瓦尔特天气中发挥出最好的水平，在战俘营期间，瓦尔特仍然继续“用生命在比赛”，但由于疟疾侵袭而变得虚弱的他只能同匈牙利和斯洛伐克的守兵同场踢球。当后者意识到这是一位德国国家队的队员后，遂将他引荐至战俘营的苏方指挥官朱可夫少校。由于朱可夫也是一位不折不扣的球迷，他便将瓦尔特及胞弟路德维希在战俘整体移送至西伯利亚的古拉格之前留在了身边。两兄弟最终于1945年10月28日回到了凯泽斯劳滕。
在伯尔尼的决赛前夜，一位匈牙利记者走访了德国队设于施皮茨的营地。在那里，他询问塞普·赫尔贝格是否真的相信其球队在面对匈牙利的决赛中存在获胜机会。赫尔贝格称，德国队在竞技层面的确不如匈牙利队，但如果7月4日会下雨，事情可能会变得有所不同。至决赛日清晨，队员们抬头望天，但并没有下雨。直到球队在中午时分从施皮茨启程，第一滴雨才从天上飘落。瓦尔特天气终于到来。在前往决赛的途中，赫尔贝格对他的队长说：“弗里茨，你的天气”。瓦尔特回答道：“老板，我对此并无异议”。

### 电台解说

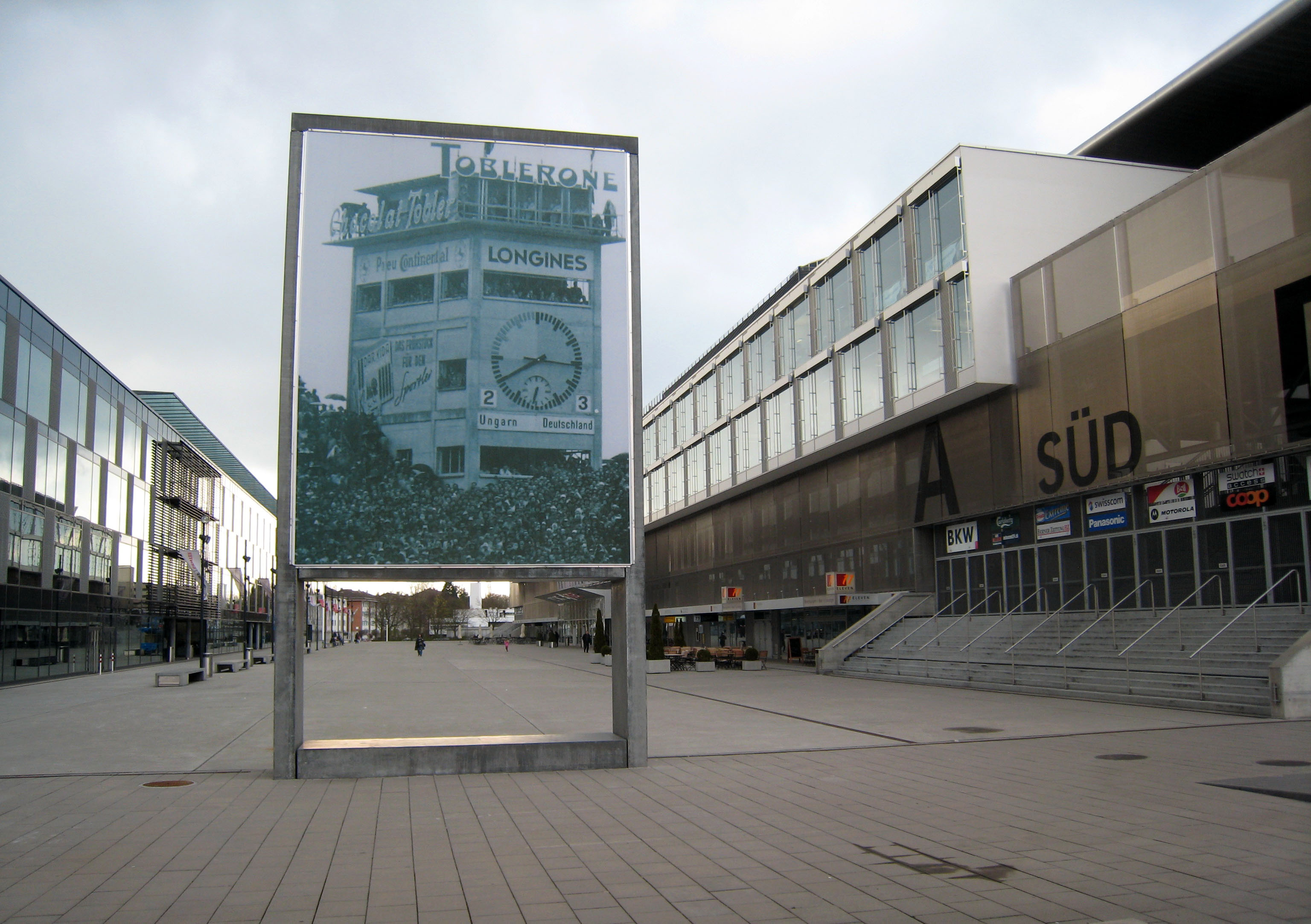
一幅包含有决赛钟楼及环绕在其周边人群的著名图像，如今被装饰在瑞士首都体育场旁

在1954年，德国总共只有约20,000台电视。由贝恩哈特·恩斯特报道的电视解说原声带已经失传，甚至画面也只有18分钟可看。电影画面的关键场景几乎都配用了由赫尔曼·齐默曼报道的电台解说。以下为最著名的摘录：
|  | 伯尔尼的万克多夫体育场还剩6分钟（的比赛时间）。没有踌躇。雨点连续不断的向下敲打。这很艰难，但观众，他们没有[sic!]离开，他们怎么可能离开！世界杯是每四年1次，当人们看到这样的决赛，如此势均力敌，如此扣人心弦——现在德国队由沙费尔在左翼发动攻势，沙费尔传给莫洛克被[…]阻截！然后博西克[…]，在匈牙利的右路得球。他带球奔袭，这一次被抢断了，在面对沙费尔时，沙费尔向禁区传中——头球——被阻断——拉恩从后插上射门——拉恩射门！——进了！进了！进了！进了！[…]你会觉得我疯了，[…]我相信，外行的球迷也应该有一颗随着我们球队和我们自己欢欣鼓舞的心脏，并且应该竖起拇指。 |

在比赛结束后：
|  | 只有1分钟的补时。德国队领先[…]但它仍然面临危险，匈牙利队从右翼进攻——现在弗里茨·瓦尔特已将球[…]碰出了界外。谁会去怪他呢？匈牙利队获得界外球机会，球抛给了博西克——结束了！结束了！结束了！——结束了！比赛结束了！——德国是世界冠军，他们在伯尔尼的决赛中以3比2击败匈牙利！……经过这30秒钟，您一定要原谅解说员[…]，我们将尽量，以正常的音量和相当平静的语速来向您形容发生在这里的一切。一百个、两百个摄影师涌入比赛场地，瑞士军队的成员用绳子组成了一个正方形的边框。德国队——1954年世界冠军！中间已全然起立欢呼，旁边站着的是匈牙利人，匈牙利人，冷静，团结，（需要）向这些年轻人致敬，（尽管经历了）这场伟大的失利。 |

在此之前，齐默曼还曾在场上比分为2比2的局面下，为门将托尼·图雷克的一次成功扑救而陷入疯狂，他大喊“图雷克，你就是条好汉——图雷克，你就是个足球门神”。为此，他遭到了教会代表的严厉谴责，并出席了电台台长召开的聆讯。
演员安德烈亚斯·奥伯林格在松克·沃特曼导演的电影《伯尔尼的奇迹》中重演了赫尔伯特·齐默曼的这番解说。
2004年7月4日的决赛刚好50年周年之际，德国电台在当日的决赛回顾节目中，再次播放了由赫尔伯特·齐默曼解说的电台解说。它同时也被收录于由北德广播电台出版的两张CD内。罗伯特·伦勃克作为每个半场开端的解说员，他的解说提示对德国当时三国分立（西德、东德和萨尔保护领）的政治局势和柏林的分裂作出了说明：
|  | 这里是联邦德国、西柏林，以及连接萨尔布吕肯电台的共同广播。我们从伯尔尼的万克多夫体育场为您带来德国对阵匈牙利的世界杯决赛转播。评论员为赫尔伯特·齐默曼。 |

|  | 这里是联邦德国、西柏林，以及连接萨尔布吕肯电台的共同广播。[…]该广播已经结束，我们将切换回德国。 |

### 防滑球鞋
阿道夫·达斯勒在1954年世界杯足球赛期间曾担任西德队的运动装备管理员，此外他还是体育用品制造商阿迪达斯的创始人。达斯勒为西德队配备了不同于当时其它球队的球鞋，这是一种鞋底带有螺钉的新发明。这款球鞋为西德队在伯尔尼的决赛中带来了裨益，它使球员能够在大雨浇灌的整场比赛中保持稳定。鞋钉在半场休息时进行了更换，并且可以根据不断变化的场地条件进行调整。

## 电影改编
伯尔尼奇迹的部分情节为电影创作提供了素材。首部关于德国队赢得1954年冠军的电影是一个由乌尔里希·伦茨（Ulrich Lenze）制作的电视电影，名为《伯尔尼奇迹：德国及1954年世界杯》。九年后，于2003年，3位来自奥芬堡高等专科学校的学生制作了一个时长11分钟的动画电影，以乐高玩具展现出决赛的高光时刻。这部动画片也参考了赫尔伯特·齐默曼的意见。为了恢原本传统短片的传统，它将由一个非商业性的影院负责在2003年上映。得益于一些赞助商的支持，该35毫米影片的上映计划最终得以实现。其中进行了大量的拷贝，并在全德范围内的指定影院上映。
一年后，在2004年，德国电视二台播出了时长90分钟的纪录电影《伯尔尼的奇迹——真实的历史》。由吉多·克諾普制作的这部电影描述了德国队赢得冠军之前、之间以及之后的事件。它得到了许多涉事成员，例如奥特马·瓦尔特、助理教练阿尔伯特·辛格和替补门将海因茨·克维亚特科夫斯基的参与，甚至仍然在世的匈牙利队球员布赞斯基·耶诺和格罗希奇·尤拉也接受了采访。同年，另一部纪录电影《伯尔尼的奇迹——比赛重现》也在德国电视二台播出。为此，一些仍然可用的原始画面被编译在一起，并连同当时的电台报道融汇至影片当中。共有长达38分钟比赛画面进行了重现。
伯尔尼奇迹甚至也被导演成故事电影。在宁那·华纳·法斯宾德导演的电影《玛利亚·布劳恩的婚礼》中，便引用了伯尔尼决赛的电台解说，这令贯穿整部电影的最后一幕在时间线上显得更为细致。而最为著名的相关故事电影则是由松克·沃特曼在2003年执导的《伯尔尼的奇迹》。影片讲述了德国在1954年瑞士世界杯中，于伯尔尼举行的决赛上获得意外胜利的故事。此外，这部电影还平行于德国获胜的主线刻画了一名归国战俘不再寻找其过去的生活，而是与他的儿子及家庭重归亲近的情节。